# Нусхёр, Михаэль
Михаэль Нусхёр (нем. Michael Nushöhr; 14 августа 1962, Германия) — немецкий футболист и футбольный тренер.

## Карьера

### Клубная
Михаэль Нусхёр начал свою карьеру в клубе «Саарбрюккен», где отыграл два года на позиции центрального защитника. Период 1983—1985 гг. ознаменовался для клуба из земли Саар выходом в Первую Бундеслигу, из которой, однако, они сразу вылетели.
В 1985 году Нусхёра приметил клуб посильнее — «Штутгарт», и пригласил к себе. Свой первый сезон в команде, 1985/86, Нусхёр провел хорошо — «Штутгарт» занял 5 место в Бундеслиге, а также дошёл до финала Кубка. Но в сезоне 1986/87 произошёл крах — лишь 12 место.
В 1987 году, Нусхёр предпринимает неудачную поездку в «Кайзерслаутерн», где большую часть времени сидел на скамейке запасных, и провел лишь 7 игр.
В 1988 году Михаэль вернулся в «Саарбрюккен», где и провел всю оставшуюся карьеру, закончив её в 1992 году. Как и начало, так и конец карьеры Нусхёра ознаменовались выходом «Саара» в Первую Бундеслигу. Правда, команда снова сразу вылетела обратно.

### Тренерская
Сразу после окончания карьеры игрока Нусхёр начал работать тренером в клубе «Бальцерс» из Лихтенштейна. Работал в клубе с 1992 по 1998 годы, выиграл 2 Кубка Лихтенштейна — в 1993 и 1997 годах.
В 1998 году Нусхёр переходит на работу в швейцарский клуб « Кюр 97». Клуб тогда был едва основан (1997 год). Первый сезон команда провела в 2. Liga (шестой дивизион Швейцарии), но быстро вылетел уровнем ниже — в 3. Liga. В следующем году команда возвращается в шестую лигу, а в 2001 совершает прорыв — выходит в Пятую Лигу, тогда имевшую название 1. Liga.
С этих пор команда команда закрепляется как середняк Пятой Лиги, а в 2005 году вылетает обратно в Шестую. Нусхёр покидает клуб.
В 2007 году возвращается в «Бальцерс», где и работает до сих пор. В сезоне 2010/11 команда добилась повышения в классе, и вышла в Четвертую Лигу Швейцарии.

## Достижения

### Как игрока
- Финалист Кубка Германии: 1986
- Победитель второй Бундеслиги: 1992

### Как тренера
- Обладатель Кубка Лихтенштейна: 1993, 1997
- Повышение в классе: Седьмой дивизион Швейцарии: 2000
- Повышение в классе: Шестой дивизион Швейцарии: 2001
- Повышение в классе: Пятый дивизион Швейцарии: 2011